# 王聯璧
王聯璧（?—?），山東省萊州府高密縣人，清朝政治人物、進士出身。
光緒三年（1877年），参加丁丑科殿試，登進士二甲第100名。同年五月，分部學習。